# Vlag van Bergen (Noorwegen)

Vlag van Bergen (ratio 9:12)

De vlag van Bergen is de vlag dat de Noorse gemeente Bergen gebruikt. In zijn huidige vorm werd de vlag vastgelegd bij koninklijk besluit van 15 augustus 1924.
De vlag is wit met een rood kader aan drie zijden en met het stadswapen in het midden van het doek. De rode kleur is hetzelfde als in de Noorse vlag.

## Verwante afbeeldingen

Wapen van Bergen (Noorwegen)